# Продановци (Софийска област)
Вижте пояснителната страница за други населени места с името Продановци.
 Тази статия е за селото в Област София.  За другите български села с това име вижте Продановци.
Продановци е село в Западна България. То се намира в Община Самоков, Софийска област.

## География
Село Продановци се намира в планински район.

## Население
- 1934 г. – 649 жители
- 1946 г. – 705 жители
- 1956 г. – 749 жители
- 1975 г. – 772 жители
- 1992 г. – 638 жители
- 2001 г. – 577 жители
- 2008 г. – 505 жители
- 2010 г. – 501 жители

Името на селото идва от болярина Продан, който е убит заради това, че презира турците и не им се покланя. Продановци е известно и като Малкия Самоков. Продановци  е по-старо от Самоков.
В Продановци са родени Никола Образописец и Христо Проданов известен като Чакър войвода (1815 -1855 г.). Той получава прозвището си Чакъро, заради големите му шарени очи и дебели черни вежди. Отличава се от другарите си, със своята голяма телесна сила и здрав разум. Неговата дейност целяла да премахне ангарията в самоковския край, и да донесе свобода и правда на българския народ. Неговите четници са до един българи от околните села и Самоков. Влиянието на Чакъровата чета стига до там, че войводата е могъл при нужда да призовава десетки и десетки младежи. Чакъра излиза през пролетта на лето господне 1848 г. Главната дейност на Чакъра е насочена срещу работата на самоковите – маданите, спъвайки дейността им чрез саботажи и налагайки на бейовете да заплащат труда на селяните. Маданджийте изпращали потеря, след потеря, но усилията им били безуспешни. При един от опитите да бъде убит Чакъро, куршумът се разбива в коланния му кожен силяхлък и Чакър войвода остава невредим, като това е повод за турците да говорят, че Чакър – войвода може да бъде убит само от сребърен куршум. „Отчаяни от несполуките“. бейовете склонили да плащат откуп на Чакъра за да не поврежда маданите им, а също и да заплащат кюмюра и рудата на ангарините селяни. И с това фактически се слага край на тежката ангария в Самоковско.
До днес Самоков пази спомените за подвизите на Чакъра и за нравствения лик на този хайдутин – за неговата строгост, за великодушието му, за смайващата му храброст и за добродетелите му: „Не е човешко да убиваш обезоръжен противник.“ Хайдутите му не пакостели на жените на турците, нито турските каймакани пакостели на жените на хайдутите. Веднъж посред нощ, когато посред тъмните сокаци на Самоков сам бюллюкбашията се сблъскал с войводата, от уплаха вдигнал ръце да се защити от неочакван удар, Чакъра измъкнал пищова на бюллюкбашията, обезоръжил го и му го върнал с думите. – „Върви да спиш, бюллюкбаши, като си свърша работата за която съм слязъл от планината, и аз ще се махна от града“. Великата порта издава заповед в най-скоро време Чакър войвода и неговата чета да бъдат унищожени, ако не може да стане със сила да стане с хитрост. Всички самоковски шпиони насочили усилията си да за унищожението на Чакъро. Узнало се, че жената на знаменосеца Йона се оплаквала, че мъжът и от няколко години е в четата на Чакъро и животът му бил все в опасност. На Йона дали една кесия пари (500 гроша) да склони мъжа си да убие войводата. В лето господне на месец април 1855 година Чакър – войвода пада убит от сребърен куршум, от предателството на своя байрактар и жена му.

## Културни и природни забележителности
Всяка година се организира курбан на 12юли (Старият Петровден). В Продановци се намира една от най-известните могили в България, а над селото се извисява красив параклис.

## Личности
- Никола Образописов (1828 – 1915), български художник, роден в Продановци
- Чакър Войвода, роден Продановци

### Кухня
Традиционно ястие за Продановци е „Мързелив зелник“,